# Diana Kiehl

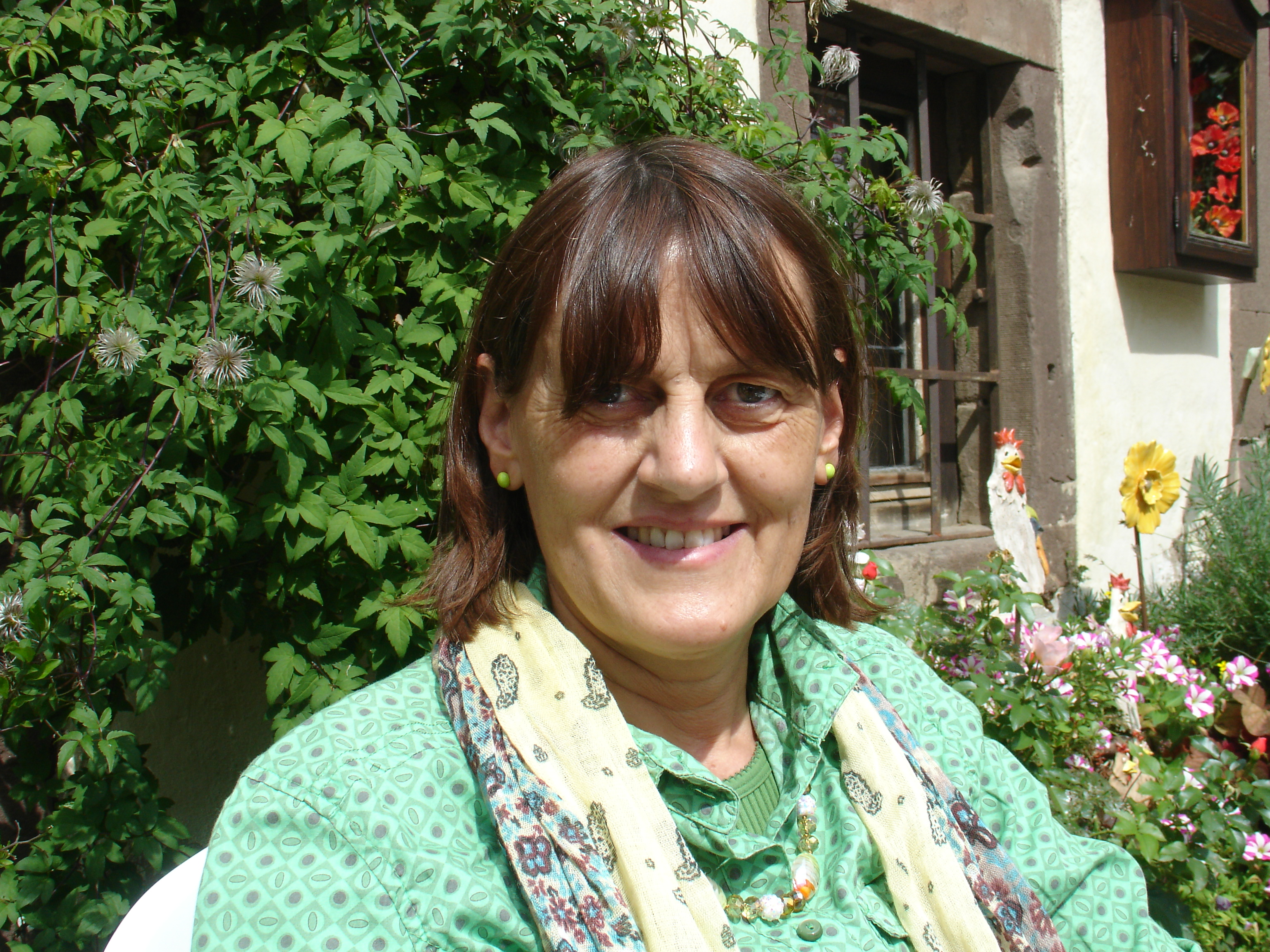
Diana Kiehl, 2013

Diana Kiehl (* 14. August 1957 in Sindelfingen; † 6. Juli 2015 ebenda) war eine deutsche Künstlerin.

## Leben und Werk
Kiehl wurde 1957 in Sindelfingen als Tochter eines US-amerikanischen Soldaten und einer deutschen Mutter geboren. Nach der Realschulzeit besuchte sie die Freie Kunstschule Stuttgart und absolvierte von 1977 bis 1981 ein Studium an der Fachhochschule für Gestaltung Pforzheim, das sie als Diplomdesignerin abschloss. Danach studierte sie von 1982 bis 1988 an der Staatlichen Akademie der Bildenden Künste Stuttgart Freie Malerei bei Moritz Baumgartl und Paul Uwe Dreyer. Schon vor dieser Zeit hatte sie Impulse durch Bernd Berner erhalten, die sie
in der Klasse Paul Uwe Dreyers für ihre weitere malerische Ausbildung nutzen konnte. Schließlich mündete ihre Entwicklung in ein Werk ungegenständlicher Malerei, das das Ornament als Thema und Sujet bearbeitet.
Diana Kiehl erhielt mehrere Preise und 1987 nahm sie an den Ausstellungen des Bundesministeriums für Bildung und Forschung, Bonn, „Kunststudenten stellen aus“ und an den
Ausstellungen des „Forum Junge Kunst“, in der Staatlichen Kunsthalle Baden-Baden sowie im Württembergischen Kunstverein Stuttgart teil. 1988 erhielt sie ein dreimonatiges Stipendium in der Villa Vigoni am Comer See in Italien. Diana Kiehl verstarb am 6. Juli 2015 in ihrem Haus in Sindelfingen.

### Zeugnisse von Zeitgenossen
„Die Werke Diana Kiehls spielen den gesamten Bereich ihrer künstlerischen Möglichkeiten aus, sowohl im Formen-, wie im Farbkanon, wie im kompositorischen Bereich. Doch ist Diana Kiehls Bildwelt kein Ergebnis einer rein malerischen Aufgabenstellung, der Untersuchung von Fläche, Farbe, Kompositionselementen und Raumwirkung im Zweidimensionalen der Leinwand oder des Papiers. Sie ist bei aller malerischen Aufgabenstellung der Entwurf einer eigenen Weltsicht,
inhaltlich bedeutsam in der Hervorbringung von Formen, die einer makro- wie auch mikroskopischen Sicht entspringen könnten, dennoch eher Produkte eines phantasievollen Geistes sind.“

„Für sich sein eigenes Alphabet schaffen - ein ungewöhnlicher, pragmatisch eher unbrauchbarer, ein künstlerisch aber äußerst ergiebiger Vorgang – ihre Zeichen, die Zeichensprachen ihrer Gestaltungen, setzen ein bildnerisches Alphabet als Repertoire zusammen, dessen Formen und Formeln inhaltlich weitreichende Assoziationen erwecken. Hierin liegt ein substantieller Vorgang, da die Künstlerin sich eine Ausdruckssprache aneignet, die nicht von künstlichen, formalistischen Attitüden lebt, sondern von den alltäglichen Sprach- und Denkformen. Sie begibt sich in ein quasi anfängliches Stadium, mit dem sie in ihre gestalterische Welt einführt. Ihre Bilder stehen für die eigenen freien Räume, in denen sich künstlerisches Gedankengut bewegen kann.“

## Ausstellungen (Auswahl)
- 1989: rund um die Kuppel, Württembergischer Kunstverein und Akademie Schloss Solitude, Stuttgart (mit Susanna Messerschmidt und Olaf Probst)
- 1990: Einzelausstellung in der Galerie Stadt Sindelfingen im alten Rathaus Maichingen
- 1991: Beteiligung Grenzsprünge, Museum zu Allerheiligen, Schaffhausen, Einzelausstellung in der Galerie Burg, Musberg
- 1995: Debütantenausstellung, Staatliche Akademie der Bildenden Künste Stuttgart
- 1996: Doppelausstellung in der Galerie der Stadt Sindelfingen (mit Klaus Olbert)
- 1998: Einzelausstellung im Palazzo Pretorio, Sondrio, Italien
- 1999: Beteiligung Vergangenheit ist heute, Kunstverein Villingen-Schwenningen im Franziskanermuseum
- 2002: Doppelausstellung Kulturkreis Grafenau, Schloss Dätzingen (mit Klaus Olbert)
- 2004: Einzelausstellung Galerie im Oberlichtsaal Sindelfingen
- 2008: Doppelausstellung im Rathaus Weil im Schönbuch
- 2010: Galerie Burg, Musberg
- 2011: Vier Künstler aus Deutschland, Turgenjew-Museum, Wladiwostok und Grodekova Museum, Chabarowsk (Russland)
- 2012: Doppelausstellung in der galerie contact, Stadt Böblingen (mit Karl Heger)
- 2012: Einzelausstellung im raum für kunst, in Horb am Neckar